# Robert Rubin
Robert E. Rubin (29 de agosto de 1938) trabalhou durante 26 anos na firma Goldman Sachs, chegando à posição de "co-senior partner", antes de tornar-se diretor do Conselho Econômico Nacional da Casa Branca de 1993 a 1995 e Secretário do Tesouro de 1995 a 1999, durante os dois mandatos de Bill Clinton. Foi presidente Citigroup de novembro a dezembro de 2007 e permaneceu como conselheiro da empresa até janeiro de 2009.